# Lesko

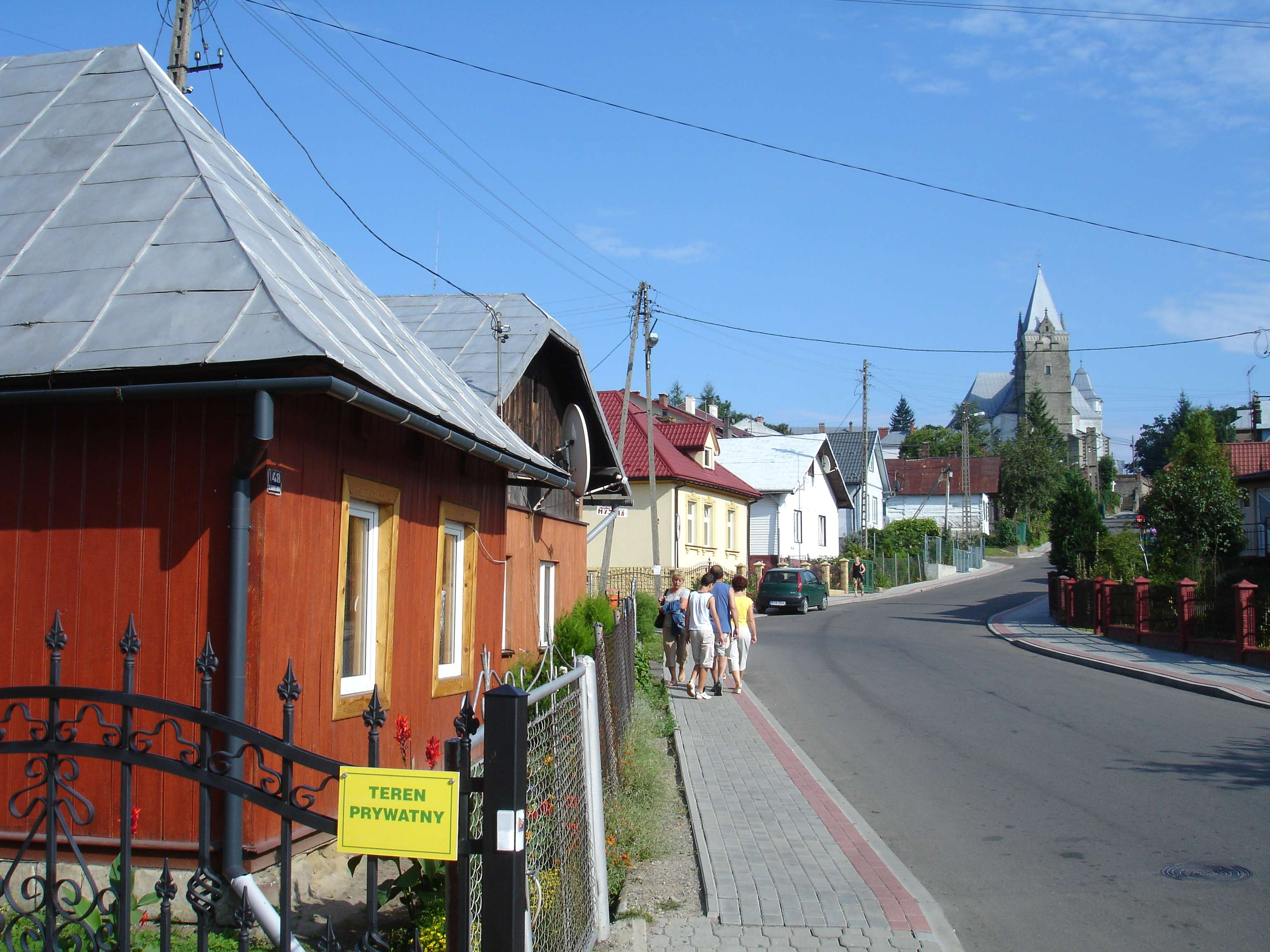
Ins Zentrum führende ul. Kościuszki, im Hintergrund die Pfarrkirche

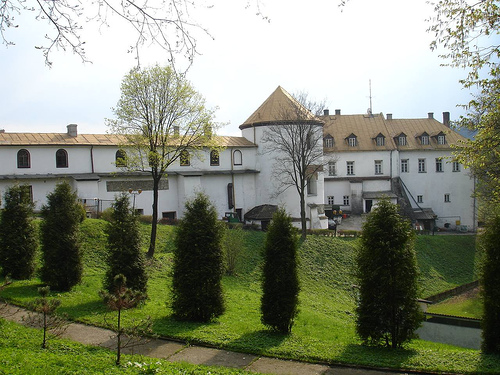
Das Schloss der Familien Kmit ist heute ein Hotel

Lesko (bis 1931 Lisko) ist eine Stadt im Powiat Leski der Woiwodschaft Karpatenvorland im Südosten Polens. Die Stadt mit etwa 5500 Einwohnern ist Sitz der gleichnamigen Stadt-und-Land-Gemeinde mit etwa 11.500 Einwohnern.
Lesko liegt in den Bieszczady auf einer Erhebung über dem San.

## Geschichte
Im Jahr 1436 wurde Lesko erstmals urkundlich erwähnt. Unter König Kasimir IV. Jagellonicus bekam Lesko 1470 das Stadtrecht. In dieser Zeit gehörte die Stadt den Kmiten (Andreas Kmita de Wisnicze, frater germanus Petri Capitanei Scepusiensis et Stanislai, 1487), einer ansässigen Herrscherfamilie, die zu Anfang des 16. Jahrhunderts das noch heute erhaltene Schloss erbaute. Etwa um das Jahr 1538 wurde die spätgotische Pfarrkirche errichtet und 1896 folgte der Dom. Während des Nordischen Krieges plünderten und verheerten die Schweden die Stadt zwei Wochen lang, die befreienden Truppen Magnus Stenbocks plünderten weiter, da die Soldaten keinen Sold erhalten hatten.
1772 kam der Ort unter dem Namen Lisko zum österreichischen Galizien und war ab 1867 Sitz einer Bezirkshauptmannschaft. 1918 kam der Ort zur Zweiten Polnischen Republik und wurde innerhalb der Woiwodschaft Lwów Sitz des Powiats Lisko, 1931 wurde die Stadt dann in Lesko umbenannt.
Im September 1939 kam der Ort nach der Sowjetischen Besetzung Ostpolens zur Sowjetunion und wurde unter seinem russischen Namen Lisko (Лиско) Hauptort des Ujesd Lisko innerhalb der Oblast Drogobytsch, ab dem 10. Januar 1940 zum Sitz des Rajons Lisko. Nach dem Beginn des Deutsch-Sowjetischen Krieges im Juni 1941 wurde Lesko von Deutschland besetzt und in das Generalgouvernement, Distrikt Krakau, Kreishauptmannschaft Sanok eingegliedert. Nach der Rückeroberung durch die Rote Armee am 17. Oktober 1944 wurde der Ort wieder ein Teil der Sowjetunion, im März 1945 wurde die Stadt samt dem umliegenden Rajon an Polen zurückgegeben.

## Sehenswürdigkeiten
- Das Schloss des Adelsgeschlechts Kmita stammt aus dem Jahr 1550; es wurde in der Folgezeit vielfach verwüstet und war darüber hinaus baulichen Veränderungen unterworfen.
- Die Pfarrkirche wurde seit ihrer Entstehung 1539 mehrmals umgebaut und erhielt zwischen 1725 und 1765 einen freistehenden, barocken Glockenturm
- Die ehemalige Synagoge wurde vor 1746 errichtet und während der deutschen Besetzung im Zweiten Weltkrieg als Warenlager genutzt. Nach dem Wiederaufbau der Jahre von 1960 bis 1963 diente sie nicht mehr sakralen Zwecken. Heute wird sie als Verkaufsraum für Kunst und Kunsthandwerk und als Museum genutzt.
- Auf dem nahe der Synagoge gelegenen jüdischen Friedhof finden sich noch Gräber aus dem 16. bis 20. Jahrhundert.

## Gemeinde
Die Stadt-und-Land-Gemeinde Lesko besteht aus der Stadt Lesko sowie vierzehn Schulzenämtern.
In der Ortschaft Lesko Łukawica liegt der Bahnhof Lesko Łukawica an der Bahnstrecke Stróże–Krościenko.